# Longworth Powers
Nicholas Longworth Powers (* 5. Juni 1835 in Cincinnati, Ohio; † Oktober 1904 in Florenz) war ein US-amerikanischer Fotograf und Bildhauer.

## Leben

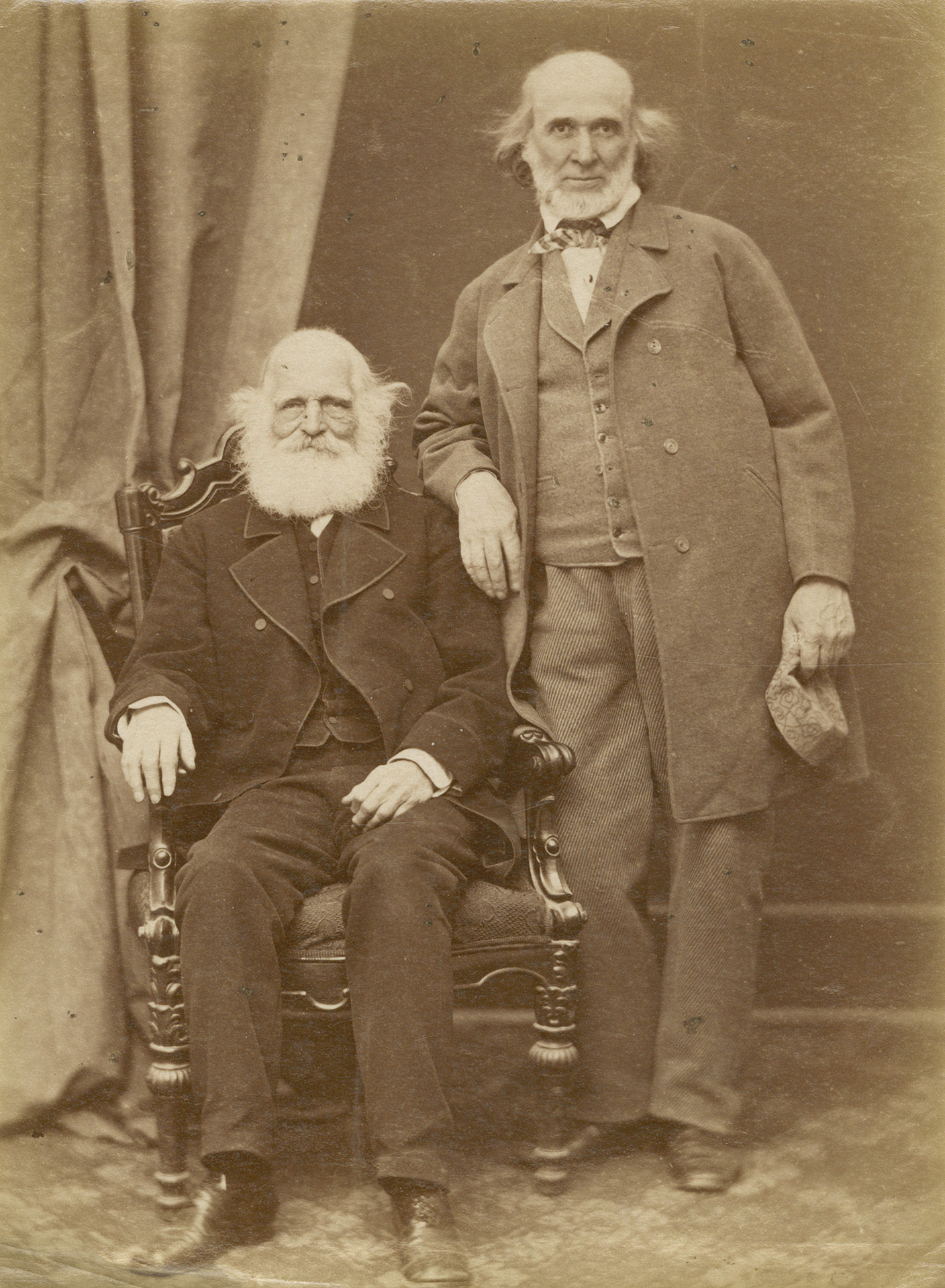
William Cullen Bryant (sitzend) und Hiram Powers, Fotografie von Longworth Powers, 1867

Longworth Powers war der zweitgeborene Sohn des klassizistischen Bildhauers Hiram Powers und dessen Ehefrau Elizabeth, geborene Gibson. Seine Vornamen erhielt er nach dem bekannten Immobilienkaufmann Nicholas Longworth, einem Förderer und langjährigen Freund seines Vaters.
Als Kleinkind kam er nach Florenz, wohin seine Familie 1837 gezogen war. Im Schatten seines berühmten Vaters hatte Longworth Powers es schwer, seinen eigenen Weg im Leben zu finden. Er schrieb sich an der United States Military Academy in West Point ein, womit seine Familie die Hoffnung verband, dass dortige Erziehung und Zucht ihn bessern mögen, doch reichte er bereits nach einem Semester seinen Abschied ein. Dann besuchte er das Rensselaer Polytechnic Institute in Troy, New York, blieb dort aber nicht lang genug, um einen förmlichen Abschluss zu erwerben. Anschließend kehrte Longworth Powers nach Florenz zurück, wo er im Atelier seines Vaters als Buchhalter arbeitete. Wie sein jüngerer Bruder William Preston Powers (1843–1931) erlernte er dort die Grundlagen der Bildhauerei. Er schuf ein Paar Büsten und andere Stücke. Als sein Interesse nachließ, sandte ihn sein Vater wieder nach Amerika, wo er 1859 eine Ausbildung zum Fotografen erhielt. Um 1860 kam Longworth zurück nach Florenz und arbeitete in diesem Beruf. In Florenz schuf er Porträts bekannter Personen. Am 3. August 1866 heiratete er Georgiana Rose aus New York.